# Grigorij Veričev
Grigorij Veričev  (* 4. dubna 1957 Kungur, Sovětský svaz — 25. března 2006 Čeljabinsk, Rusko) byl sovětský zápasník–judista a wrestler ruské národnosti, bronzový olympijský medailista v judu z roku 1988.

## Sportovní kariéra
Ve 12 letech začínal v Sverdlovsku se sambem. Judo ho zaujalo během olympijských hrách v Mnichově v roce 1972 a kvůli tréninku se přesunul do Čeljanbinsku, kde začínal pod vedením Harise Jusupova.
V sovětské reprezentaci se objevoval od roku 1977 a reprezentační jedničkou se stal po olympijských hrách v Moskvě. V 80. letech patřil k největším osobnostem evropské těžké váhy. Podle neoficiální údajů z každého turnaje, do kterého nastoupil přivezl medaili. Během této doby musel kvůli zranění vynechat domácí mistrovství světa v roce 1983 a kvůli bojkotu zemí východních bloku přišel o účast na olympijských hrách v Los Angeles.
V roce 1988 odjížděl na olympijské hry v Soulu jako velký favorit na vítězství, ale musel se spokojit s bronzovou olympijskou medailí, když v semifinále nestačil na Němce Stöhra. Sportovní kariéru ukončil v roce 1990 přestupem mezi profesionální zápasníky.

## Profesionální kariéra
V roce 1990 podepsal smlouvu s japonskou wrestlerskou organizací Frontier Martial-Arts Wrestling. V Japonsku působil do roku 1994. Ve dvojicích se objevoval s bývalým kolegou z judistické reprezentace Kobou Kurtanydzem. Po návratu z Japonska pracoval jako policista v Čeljabinsku a věnoval trenérské a funkcionářské práci. Zemřel po dlouhé nemoci ve věku 49 let.

## Výsledky

### Váhové kategorie
| Turnaj             | 1981       | 1982       | 1983       | 1984       | 1985       | 1986       | 1987       | 1988       | 1989       |
| Turnaj             | 24         | 25         | 26         | 27         | 28         | 29         | 30         | 31         | 32         |
| Turnaj             | těžká váha | těžká váha | těžká váha | těžká váha | těžká váha | těžká váha | těžká váha | těžká váha | těžká váha |
| ------------------ | ---------- | ---------- | ---------- | ---------- | ---------- | ---------- | ---------- | ---------- | ---------- |
| Olympijské hry     |            |            |            | —          |            |            |            | 3.         |            |
| Mistrovství světa  | 2.         |            | —          |            | 3.         |            | 1.         |            | 3.         |
| Mistrovství Evropy | 1.         | 3.         | —          | —          | 1.         | 3.         | —          | 1.         | 3.         |

### Bez rozdílu vah
| Turnaj             | 1981 | 1982 | 1983 | 1984 | 1985 | 1986 | 1987 | 1988 | 1989 |
| Turnaj             | 24   | 25   | 26   | 27   | 28   | 29   | 30   | 31   | 32   |
| ------------------ | ---- | ---- | ---- | ---- | ---- | ---- | ---- | ---- | ---- |
| Mistrovství Evropy | —    | —    | 3.   | 2.   | —    | 3.   | 1.   | —    | —    |